# تفجير بغداد آب 2015
تم تفجير سوق شعبي مزدحم في منطقة علوة جميلة، في شرق بغداد صباح يوم الخميس 13 أغسطس 2015، بواسطة سيارة حمل (شاحنة بضائع) محملة بكميات كبيرة من المتفجرات، وتسبب التفجير بمقتل نحو ثمانين شخصاً وإصابة أكثر من مائتين آخرين بجروح متعددة. كما تسبب بتدمير عدد كبير من المباني في السوق والمحلات التجارية.
تبنى تنظيم الدولة الإسلامية المسؤولية عن الانفجار، وقال التنظيم في بيان على شبكة الإنترنت إنه استهدف عناصر من الجيش وقوات الحشد الشعبي الشيعية في الحي الشيعي. ويشهد السوق صباح كل يوم ازدحاماً شديداً حيث يقوم الفلاحون بجلب محاصيلهم الزراعية لأجل بيعها في السوق منذ الصباح الباكر.
ويعتبر هذا التفجير من أعنف التفجيرات التي ضربت العاصمة بغداد منذ تولي حيدر العبادي رئاسة الوزراء في أغسطس 2014.

## المسؤولية
تداولت حسابات تابعة لتنظيم الدولة الإسلامية بيانًا له تبنى فيه عملية التفجير، وقد جاء في البيان «بعملية مباركة مكن الله لجنود الدولة الإسلامية تفجير شاحنة مفخخة مركونة وسط تجمع لعناصر من جيش الدجال والحشد الرافضي في أحد أهم معاقلهم في مدينة الصدر.»

## ردود الفعل الداخلية
دعا الرئيس فؤاد معصوم إلى محاسبة المقصرين الذين لم يستيطعوا منع وقوع التفجير. وأصدر إياد علاوي نائب رئيس الجمهورية بيانًا يدين فيه التفجير مشيرًا إلى أنه «يأتي ضمن سلسلة من الأعمال الإرهابية التي تستهدف المواطنين الأبرياء» ومشيرًا أيضًا إلى «ضرورة تعزيز حماية المواطنين من العنف والإرهاب وتمتين الجبهة الداخلية على كافة الصعد السياسية والأمنية والاجتماعية».
صرح حاكم الزاملي رئيس لجنة الأمن والدفاع في البرلمان العراقي بأنه وجه تحذيرًا أخيرًا إلى كل من وزير الداخلية محمد الغبان ووزير الدفاع خالد العبيدي بأنه سيتم استجوابهم وإقالتهم في حال تكرار مثل هذه الانفجارات. وطالب بإقالة جميع الضباط المسؤولين في هذه المنطقة. وأمر وزير الدفاع خالد العبيدي بفتح تحقيق موسع للوقوف على ملابسات التفجير.
صرح المتحدث باسم محافظة بغداد أن المحافظة شكلت لجنة لحصر الأضرار البشرية والمادية التي خلفها التفجير وتعويض القتلى والجرحى وفق القانون رقم 20 لعام 2009.

## ردود فعل الدولية
- روسيا – أرسل الرئيس فلاديمير بوتين برقية تعزية إلى نظيره العراقي فؤاد معصوم ورئيس الوزراء حيدر العبادي جاء فيها «ندين بحزم هذه الجريمة الهمجية التي استهدفت المدنيين، ومستعدون لمواصلة تقديم الدعم للحكومة العراقية في جهودها الرامية لمكافحة الإرهاب».[7]
- الولايات المتحدة – أدان المتحدث باسم وزارة الخارجية الأمريكية جون كيربي التفجير قائلًا في تصريح صحفي إن داعش تسعى إلى شق صف الشعب العراقي بهذه الحملة الإرهابية.[8]
- تركيا – أصدرت وزارة الخارجية بيانًا جاء فيه الإدانة الشديدة للتفجير و«نسأل الله العلي القدير أن يتغمد الأشقاء العراقيين الذين فقدوا حياتهم في هذه الاعتداءات الإرهابية بواسع رحمته».[9]
- إيران – نددت مرضية أفخم المتحدثة باسم وزارة الخارجية الإيرانية بشدة بالتفجير وأعربت عن قلقها من تصاعد مثل هذه الجرائم الإرهابية في العراق، مشددة على «ضرورة مكافحة الإرهاب بشكل مؤثر وعاجل على الصعيد الدولي».[4]
- سوريا – أدانت وزارة الخارجية والمغتربين بشدة التفجير وقالت في بيان «إن هذا العمل الإجرامي يؤكد مرة جديدة على حتمية تضافر الجهود الصادقة لمكافحة الإرهاب».[8]
- قطر – أصدرت وزارة الخارجية القطرية بيانًا جاء فيه «إن دولة قطر تستنكر بشدة هذا العمل الإجرامي الذي يستهدف المدنيين الأبرياء ويتنافى مع كافة القيم والمبادئ الإنسانية».[10]

## روابط خارجية
- تفجير في بغداد يودي بحياة العشرات
- تنظيم الدولة يتبنى تفجيرا خلف عشرات القتلى
- مقتل العشرات في انفجار شاحنة في سوق مزدحم شمالي شرق بغداد